# Karel Dodal
Karel Dodal, né à Prague (Autriche-Hongrie) le 28 janvier 1900 et mort à Fort Lee (New Jersey) le 6 juillet 1986, est un réalisateur tchécoslovaque, pionnier du cinéma d'animation en Tchécoslovaquie.